# 陈光 (1956年)
陈光（1956年11月—），男，汉族，山东寿光人，中华人民共和国政治人物，曾任中共菏泽市委书记，山东省人民政府省长助理，山东省政协副主席。